# 히이라기
히이라기(ひいらぎ)는 일본의 여성 3인조 음악 그룹이다.

## 내력
- 2000년 3월에 히이라기 (柊)를 결성했다. 뜻은 호랑가시나무이다.
- 2003년 미나미가 탈퇴하고 치아키와 에리카 2명이서 활동해나간다.
- 2005년 10월 5주년 기념라이브를 마지막으로 해산.
- 2006년 10월에 미나미가 복귀, 다시 3명이서 활동을 시작한다.
- 2009년 2월 4일에 메이저 데뷔싱글인 《미즈》를 발매했다.

## 음반 목록

### 싱글
1. みず 미즈[*] (2009년 2월 4일)